# Seznam minerálů, G–J
Není možné zde prezentovat úplný seznam minerálů, protože Komise pro nové minerály a názvy minerálů (CNMMN) při Mezinárodní mineralogické asociaci (IMA), která nové minerály a změny v názvosloví schvaluje, každý rok přidává nové. U názvů minerálů jsou doplněny značky pro status názvu (platný – neplatný nerost)
Úplný přehled minerálů z května 2008

## Vysvětlivky
(označení u názvu minerálu):
- A – schválený (approved)
- D – zrušený (discredited)
- G – uznané nerosty popsané před založením komise (grandfathered)
- H – hypotetický (hypothetical)
- I – přechodný člen (intermediate member)
- N – neschvalovaný komisí pro nové minerály a názvy minerálů
- Q – sporný (questionable)
- Rd – redefinovaný se schválením komise (redefined)
- Rn – přejmenovaný se schválením komise (renamed)

Z důvodu rozsáhlosti je seznam rozdělen: A–B – C–F – G–J – K–M – N–R – S–U – V–Ž

## Ga–Gm
1. A Gabrielit – Tl2AgCu2As3S7
2. A Gabrielsonit – PbFe2+(AsO4)(OH)
3. A Gadolinit-(Ce) – (CeLaNdY)2Fe2+Be2Si2O10
4. A Gadolinit-(Y) – Y2Fe2+Be2Si2O10
5. A Gageit – (MnMg)42Si16O55(OH)40
6. A Gahnit – ZnAl2O4
7. A Gaidonnayit – Na2ZrSi3O9.2H2O
8. A Gainesit – Na2(ZrZn)2(BeLi)(PO4)4
9. A Gaitit – Ca2Zn(AsO4)2.2H2O
10. G Galaxit – (MnFeMg)(AlFe3+)2O4
11. A Galeit – Na15(SO4)5F4Cl
12. G Galenit – PbS
13. A Galenobismutit – PbBi2S4
14. A Galgenbergit-(Ce) – CaCe2(CO3)4.H2O
15. A Galilleit – NaFe2+4(PO4)3
16. A Galchait – (CsTl)(HgCuZn)6(AsSb)4S12
17. G Gallit – CuGaS2
18. A Gallobeudantit – PbGa(AsO4)(SO4)(OH)6
19. A Gamagarit – Ba2(Fe3+Mn)(VO4)2(OH,H2O)
20. A Gananit – αBiF3
21. A Ganofylit – (KNaCa)6Mn24(SiAl)40O96(OH)16.21H2O
22. A Ganomalit – Pb9Ca5Mn2+Si9O33
23. A Ganterit – Ba0,5(Na,K)0,5Al2(Si2,5Al1,5)O10(OH)2
24. A Gaotaiit – Ir3Te8
25. A Garavellit – FeSbBiS4
26. A Garrelsit – (BaCaMg)2(BOOH)3(SiO4)
27. A Garronit – Na2Ca5(Al12Si20O64).27H2O
28. Rd Gartrellit – PbCuFe3+(AsO4)2(OH).H2O
29. A Garyansellit – (MgFe3+)3(PO4)2(OH,O).1,5H2O
30. A Gasparit-(Ce) – CeAsO4
31. A Gaspéit – (NiMgFe)CO3
32. A Gatehouseit – Mn2+5(PO4)2(OH)4
33. A Gatumbait – CaAl2(PO4)2(OH)2.H2O
34. A Gaudefroyit – Ca4Mn3+3-x(BO3)3(CO3)(O,OH)3
35. A Gaultit – Na4Zn2Si7O18.5H2O
36. A Gaylussit – Na2Ca(CO3)2.5H2O
37. A Gearksutit – CaAl(OH)F4.H2O
38. A Gebhardtit – Pb8(As2O5)2OCl6
39. A Gédrit – (MgFe)5Al2(Si6Al2)O22(OH,F,Cl)2
40. A Geerit – Cu8S5 (Cu1,6S)
41. A Geffroyit – (CuFeAg)9(SeS)8
42. A Gehlenit – Ca2Al(AlSi)2O7
43. A Geigerit – Mn5(H2O)8(AsO3OH)2(AsO4)2.2H2O
44. A Geikielit – MgTiO3
45. A Geminit – Cu2+(AsO3OH).H2O
46. A Gengenbachit – KFe3(H2PO4)2(HPO4)4.6H2O
47. A Genkinit – (PtPd)4Sb3
48. A Genthelvín – Zn4Be3(SiO4)3S
49. A Geokronit – Pb5(SbAs)2S8
50. A Georgbarsanovit – Na12(Mn,Sr,REE)3Ca6Fe2+3Zr3NbSi25O76Cl2.H2O
51. A Georgbokiit – Cu5O2(Se4+O3)2Cl2
52. A Georggeericksenit – Na6CaMg(IO3)6(CrO4)2.12H2O
53. A Georgechaoit – NaKZrSi3O9.2H2O
54. A Georgeit – Cu5(CO3)3(OH)4.6H2O
55. A Georgiadesit – Pb16(AsO4)4Cl14O2(OH)2
56. G Gerasimovskit – (MnCa)(NbTi)5O12.9H2O
57. A Gerdtremmelit – (ZnFe)(AlFe)2(AsO4)(OH)5
58. A Gerenit-(Y) – (Ca,Na)2Y3Si6O18.2H2O
59. A Gerhardtit – Cu2(NO3)(OH)3
60. A Germanit – Cu26Fe4Ge4S32
61. A Germanokolusit – Cu13VGe3S16
62. A Gersdorffit – NiAsS
63. G Gerstleyit – (NaLi)4As2Sb8S17.6H2O
64. A Gerstmannit – (MgMn)2ZnSiO4(OH)2
65. A Getchellit – AsSbS3
66. A Geversit – PtSb2
67. A Gianellait – Hg4(SO4)N2
68. A Gibbsit – γ-Al(OH)3
69. A Giessenit – (CuFe)2Pb26,4(BiSb)19,6S57
70. A Gilalit – Cu5Si6O17.7H2O
71. A Gillardit – Cu3NiCl2(OH)6
72. A Gillespit – BaFe2+Si4O10
73. A Gillulyit – Tl2As8S13
74. A Gilmarit – Cu2+3(AsO4)(OH)3
75. A Giniit – Fe2+Fe3+4(PO4)4(OH)2.2H2O
76. A Ginorit – Ca2B14O20(OH)6.5H2O
77. A Ginzburgit – Ca4Be2Al4Si7O24(OH)4.3H2O
78. A Giorgiosit – Mg5(CO3)4(OH)2.5H2O
79. A Giraudit – (CuZnAg)12(AsSb)4(SeS)13
80. A Girdit – H2Pb3(TeO6)(TeO3)
81. A Girvasit – NaCa2Mg3(PO4)2[PO2(OH)2]CO3(OH)2.4H2O
82. A Gismondin – Ca(Al2Si2O8).4H2O
83. A Gittinsit – CaZr(Si2O7)
84. A Giuseppettit – (NaKCa)7-8(SiAl)12O24(SO4Cl)1-2
85. A Gjerdingenit-Ca – K2(H2O)2Ca(Nb,Ti)4(Si4O12)(O,OH)4.4H2O
86. A Gjerdingenit-Fe – K2(H2O)2Fe(Nb,Ti)4(Si4O12)(O,OH)4.4H2O
87. A Gjerdingenit-Mn – K2Mn(Nb,Ti)4(Si4O12)(O,OH)4.4H2O
88. A Gjerdingenit-Na – (K,Na)2(H2O)2Na(Nb,Ti)4(Si4O12)(O,OH)4.4H2O
89. A Gladinsit – Fe3+2Fe2+4PO4(OH)11.H2O
90. A Gladit – PbCuBi5S9
91. A Gladolevit – NaMg6(Si3Al)O10(OH)8.H2O
92. A Glauberit – Na2Ca(SO4)2
93. A Glaukodot – (CoFe)AsS
94. A Glaukofán – Na2Mg3Al2Si8O22(OH)2
95. A Glaukochroit – CaMnSiO4
96. G Glaukokerinit – (ZnCu)10Al4(SO4)(OH)30.2H2O
97. A Glaukonit – K(Fe3+Al)(MgFe2+(SiAl)4O10(OH)2
98. A Glaukosférit – (CuNi)2(CO3)(OH)2
99. A Glucin – CaBe4(PO4)2(OH)4.0,5H2O
100. A Glušinskit – Mg(C2O4).2H2O
101. A Gmelinit – (NaCa)(Al2Si4O12).6H2O

## Go–Gy
1. A Gobbinsit – Na5(Al5Si11O32).11H2O
2. A Godlevskit – Ni7S6
3. A Godovikovit – NH4(AlFe)(SO4)2
4. A Goedkenit – (SrCa)2Al(PO4)2(OH)
5. A Goethit – α-Fe3+O(OH)
6. A Goldfieldit – Cu12(SbAs)4(TeS)13
7. G Goldichit – KFe3+(SO4)2.4H2O
8. A Goldmanit – Ca3V2(SiO4)3
9. A Goldquarryit – CuCd2Al3(PO4)4F3.10H2O
10. A Golyševit – Na10Ca9Zr3Fe2SiNb(Si3O9)2(Si9O27)2(OH)3(CO3).H2O
11. A Gonnardit – Na5Ca2(Al9Si11O40).12H2O
12. A Gonyerit – (MnMgFe3+)6(SiFe3+)4O10(OH)8
13. A Goosecreekit – Ca(Al2Si6O16).5H2O
14. A Gorceixit – BaAl3(PO4)(PO3OH)(OH)6
15. A Gordait – NaZn4(SO4)(OH)6Cl.6H2O
16. A Gordonit – MgAl2(PO4)2(OH)2.8H2O
17. A Görgeyit – K2Ca5(SO4)6.2H2O
18. A Gormanit – Fe2+3Al4(PO4)4(OH)6.2H2O
19. A Gortdrumit – (CuFe)6Hg2S5
20. A Goslarit – ZnSO4.7H2O
21. A Gottardiit – Na3Mg3Ca5Al19Si117O272.93H2O
22. A Gottlobit – CaMg(VO4)(OH)
23. A Götzenit – Na2Ca5Ti(Si2O7)F4
24. A Goudeyit – (AlY)Cu6(AsO4)3(OH)6.3H2O
25. A Gowerit – CaB6O10.5H2O
26. A Goyazit – SrAl3(PO4)2(OH)5.5H2O
27. A Grabeit – C18H14O8
28. A Graemit – CuTeO3.H2O
29. A Graeserit – Fe4Ti3AsO13(OH)
30. G Grafit – C
31. A Graftonit – (FeMnCa)3(PO4)2
32. A Gramaccioliit-(Y) – (Pb,Sr)(Y,Mn)Fe3+2(Ti,Fe3+)18O38
33. A Grandidierit – (MgFe2+)Al3(BO4)(SiO4)O
34. A Grandreefit – Pb2(SO4)F2
35. A Grantsit – Na4CaxV4+2xV5+12-2xO32.8H2O
36. 'G Gratonit – Pb9As4S15
37. A Grattarolait – Fe3+3O3PO4
38. A Graulychit-(Ce) – CeFe3+3(AsO4)2(OH)6
39. A Gravegliait – Mn(S4+O3).3H2O
40. A Grayit – (ThPbCa)(PO4).H2O
41. A Greenalit – (Fe2+Mg)3Si2O5(OH)4
42. A Greenockit – CdS
43. A Gregoryit – (Na2K2Ca)CO3
44. A Grechišchevit – Hg3S2Br2
45. A Greifensteinit – Ca2Be4Fe2+5(PO4)6(OH)4.6H2O
46. A Greigit – – Fe2+Fe23+S4
47. A Grenmarit – Na4MnZr3(Si2O7)O2F2
48. A Griceit – LiF
49. A Grifit – Na4Ca6(MnFeMg)19Li2Al8(PO4)24(F,OH)8
50. A Grimaldiit – Cr3+O(OH)
51. A Grimselit – K3Na(UO2)(CO3)3.H2O
52. A Grischunit – (CaNa)(Mn2+Fe3+)2(AsO4)2
53. A Grossit – CaAl4O7
54. A Grosulár – Ca3Al2(SiO4)3
55. A Groutit – Mn3+O(OH)
56. A Grumantit – NaHSi2O5.H2O
57. A Grumiplucit – HgBi2S4
58. A Grunerit – Fe2+7Si8O22(OH)2
59. A Gruzdevit – Cu6Hg3Sb4S12
60. A Guanacoit – Cu2Mg3(OH)4(AsO4)2.4H2O
61. G Guanajuatit – Bi2Se3
62. A Guanglinit – Pd3As
63. A Guanin – C5H3(NH2)N4O
64. A Guarinoit – Zn6SO4(OH)10.5H2O
65. A Gucevičit – (AlFe3+)3(PO4,VO4)2(OH)3.8H2O
66. G Gudmundit – FeSbS
67. A Guerinit – Ca5H2(AsO4)4.9H2O
68. A Guettardit – Pb(SbAs)2S4
69. A Gugiait – Ca2Be(Si2O7)
70. A Guildit – CuFe3+(SO4)2(OH).4H2O
71. A Guilleminit – Ba(UO2)3(SeO3)2(OH)4.3H2O
72. A Guimaräesit – Ca2Zn5Be4(PO4)6(OH)6.6H2O
73. A Gunningit – (ZnMn)(SO4).H2O
74. A Gupeiit – Fe3Si
75. A Gustavit – PbAgBi3S6
76. A Gutkovait-Mn – CaK2Mn(Ti,Nb)4(Si4O12)2(O,OH)4.5H2O
77. A Guyanait – Cr3+O(OH)
78. A Gwinabait – (NH4)NO3
79. A Gyrolit – NaCa16Si24O60(OH)8.15H2O
80. A Gysinit-(Nd) – Pb(NdLa)(CO3)2(OH).H2O

## Ha–He
1. A Haapalait – 4(FeNi)S.3(MgFe)(OH)2
2. A Hafnon – HfSiO4
3. A Hagendorfit – (NaCa)2Mn(Ffe2+Fe3+Mg)2(PO4)3
4. A Häggit – V3+V4+O2(OH)3
5. A Haidingerit – CaH(AsO4).H2O
6. A Hainit – Na2Ca4[(TiZrMnFeNbTa)1,5-0,5](Si2O7)F4
7. A Haiweeit – Ca(UO2)2Si6O15.H2O
8. A Hakit – (CuHgAg)12Sb4(Se,S)13
9. G Halit – NaCl
10. A Hallimondit – Pb2(UO2)(AsO4)2
11. A Halloysit – Al2Si2O5(OH)4.2H2O
12. A Halotrichit – FeAl2(SO4)4.22H2O
13. A Halurgit – Mg2(B4O5)2(OH)8.H2O
14. A Hambergit – Be2BO3(OH,F)
15. A Hammarit – Cu2Pb2Bi4S9
16. A Hancockit – (PbCaSr)2(AlFe3+)3(SiO4)(Si2O7)O(OH)
17. A Hanksit – Na22K(SO4)9(CO3)2Cl
18. A Hannayit – Mg3(NH4)2H4(PO4)4.8H2O
19. A Hannebachit – CaSO3.0,5H2O
20. A Haradait – SrV4+(Si2O7)
21. A Hardystonit – Ca2Zn(Si2O7)
22. A Harkerit – Ca24Mg8Al2(CO3)10(BO3)6(SiO4)8.2H2O
23. A Harmotom – (BaK)(1/2Ca,Na)(Al5Si11O32).15H2O
24. A Harstigit – MnCa6(Be2OOH)2(Si3O10)2
25. A Hastingsit – NaCa2Fe2+4Fe3+(Si6Al2)O22(OH)2
26. G Hastit – CoSe2
27. A Hašemit – Ba(Cr,S)O4
28. A Hatchit – PbTlAgAs2S5
29. A Hatrurit – Ca3SiO5
30. A Hauckit – (MgMn)24Zn18Fe3+3(SO4)4(CO3)2(OH)81
31. A Hauerit – MnS2
32. A Hauchecornit – (NiCo)9Bi(SbBi)S8
33. A Hausmannit – Mn3O4
34. A Haüyn – (NaCa)8(SiAl)12O24(SO4)2
35. A Hawleyit – CdS
36. A Haxonit – (FeNi)23C6
37. A Haycockit – Cu4Fe5S8
38. A Heazlewoodit – Ni3S2
39. A Hectorit – Na0,25-0,6(MgLi)3Si4O10(F,OH)2.nH2O
40. A Hedenbergit – Ca(Fe2+MgAlFe3+)(SiAl)2O6
41. A Hedleyit – Bi7Te3
42. A Hedyfán – Ca2Pb3(AsO4)3Cl
43. A Heideit – (FeCr)1+x(TiFe)2S4
44. G Heidornit – Na2Ca3B5O8(SO4)2Cl(OH)2
45. A Heinrichit – Ba(UO2)2(AsO4)2.10-12H2O
46. A Hejtmanit – Ba(MnFe)2Ti(Si2O7(O)OH,F)2
47. A Heliofylit – Pb6As2O7Cl4
48. A Hellandit-(Y) – (Ca,Y)6(AlFe)Si4B4O20(OH)4
49. A Hellyerit – NiCO3.6H2O
50. A Helmutwinklerit – Zn2(PbCu)(AsO4)2.2H2O
51. A Helvín – Mn8Be6(SiO4)6S2
52. A Hemafibrit – Mn3(AsO4)(OH)3.H2O
53. G Hematit – α-Fe2O3
54. A Hematofanit – Pb4Fe3+3O8(OH,Cl)
55. A Hematolit – (MnMgAl)15(AsO3)(AsO4)(OH)23
56. A Hematostibiit – 8(MnFe)O.Sb2O5
57. A Hemiedrit – Pb10Zn(CrO4)6(SiO4)2(OH,F)2
58. A Hemimorfit – Zn4(Si2O7)(OH)2.H2O
59. A Hemusit – Cu6SnMoS8
60. A Hendersonit – Ca2V4+V5+8O24.8H2O
61. A Hendricksit – K(ZnMn)3(SiAl)4O10(OH)2
62. A Heneuit – CaMg5(PO4)3(CO3(OH)
63. A Henmilit – Ca2Cu[B(OH)4]2(OH)4
64. A Henritermierit – Ca3(Mn3+Al)2(SiO4)2(OH)4
65. A Henryit – Cu3,77Ag3Te4
66. A Hentschelit – CuFe2(PO4)2(OH)2
67. A Hephaistosit – TlPb2Cl5
68. G Hercynit – Fe2+Al2O4
69. A Herderit – CaBe(PO4)(OH,F)
70. A Herschelit – (NaCaK)(AlSi2O6).3H2O
71. A Herzenbergit – SnS
72. A Hessit – Ag2Te
73. A Heterogenit – CoOOH
74. A Heterolit – ZnMn3+2O4
75. G Heteromorfit – Pb7Sb8S19
76. A Heterozit – FePO4
77. A Heulandit – (NaK)Ca4(Al9Si27O72).24H2O
78. A Hewettit – CaV6O16.9H2O
79. A Hexahydrit – MgSO4.6H2O
80. A Hexahydroborit – Ca[B(OH)4]2.2H2O
81. A Hexatestibiopanikelit – (NiPd)2SbTe
82. A Heyit – Pb5Fe2(VO4)2O4
83. A Heyrovskýit – Pb6Bi2S9

## Hi–Hy
1. A Hibbingit – γ-Fe2(OH)3Cl
2. A Hibonit – (CaCe)(AlTiMg)12O19
3. A Hibschit – Ca3Al2(SiO4)2(OH)4
4. A Hidalgoit – PbAl3(AsO4)(SO4)(OH)6
5. G Hieratit – K2SiF6
6. A Hilairit – Na2ZrSi3O9.3H2O
7. A Hilgardit-1Tc – Ca2B5O9Cl.H2O
8. A Hilgardit-4M – Ca2B5O9Cl.H2O
9. A Hilgardit-3Tc – Ca2B5O9Cl.H2O
10. G Hillebrandit – Ca2SiO3(OH)2
11. A Hingganit-(Y) – (YYb)BeSiO4(OH)
12. A Hingganit-(Yb) – (YbY)BeSiO4(OH)
13. A Hinsdalit – (PbSr)Al3(PO4)(SO4)(OH)6
14. A Hiortdahlit – (CaNa)3ZrSi2O7(F,O,OH)2
15. A Hisingerit – xFe2O3.ySiO2.zH2O
16. A Hocartit – Ag2FeSnS4
17. A Hodgkinsonit – MnZn2SiO4(OH)2
18. A Hodrušit – Cu8Bi12S22
19. A Hoelit – C14H8O2
20. A Högbomit – (MgFe)2(AlTi5O10
21. A Hohmannit – Fe3+2(SO4)2(OH)2.7H2O
22. A Hochelagait – (CaNaSr)(NbTi)4O11.8H2O
23. A Holdawayit – Mn6(CO3)2(OH)7(Cl,OH)
24. A Holdenit – (MnZnMg)9(AsO4)2(SiO4)(OH)8
25. A Holfertit – U2-x6+Ti(O8-xOH4x)[(H2O)3Cax]
26. A Hollandit – Ba2Mn8O16
27. A Hollingworthit – (RhPtPd)AsS
28. A Holmquistit – Li2(MgFe2+)3(Fe3+Al)2Si8O22(OH, F,Cl)2
29. A Holtedahlit – Mg2(PO4)(OH,F)
30. A Holtit – (TaSbLi)Al6[(SiAs)O4]3(BO3)(O,OH)
31. A Homilit – Ca2FeB2(SiO4)2O2
32. A Honessit – Ni6Fe3+2(SO4)(OH)16.4H2O
33. A Hongquiit – TiO
34. A Hongshiit – PtCu
35. A Hopeit – Zn3(PO4)2.4H2O
36. A Hörnesit – Mg3(AsO4)2.8H2O
37. G Horsfordit – Cu5Sb
38. A Hortonolit – (FeMg)2SiO4
39. A Hotsonit – Al11(PO4)2(SO4)3(OH)21.16H2O
40. A Howardevansit – NaCu2+Fe3+2(VO4)3
41. A Howieit – Na(FeMn)11(FeAl)2Si12O31(OH)13
42. A Howlit – Ca2B5SiO9(OH)5
43. A Hsianghualit – Ca3Li2Be3(SO4)3F2
44. A Huanghoit-(Ce) – BaCe(CO3)2F
45. G Hübnerit – MnWO4 (krajní člen řady ferberit–hübnerit)
46. A Huemulit – Na4MgV10O28.24H2O
47. A Hügelit – Pb2(UO2)3(AsO4)2(OH)4.5H2O
48. A Hulsit – (FeMg)2(Fe3+Sn)(BO3)O2
49. A Humberstonit – K3Na7Mg2(SO4)6(NO3)2.6H2O
50. G Humboldtin – FeC2O4.2H2O
51. A Humit – (MgFe)7(SiO4)3(F,OH)2
52. G Hummerit – KMgV5O14.8H2O
53. A Hungchaoit – MgB4O5(OH)4.7H2O
54. A Huntit – CaMg3(CO3)4
55. A Huréaulit – Mn5(PO4)2[PO3(OH)]2.4H2O
56. G Hurlbutit – CaBe2(PO4)2
57. G Hutchinsonit – (PbTl)2As5S9
58. A Huttonit – ThSiO4
59. A Hyalofán – (KBa)Al(SiAl)3O8
60. A Hyalotekit – (BaPbCaK)6(BSiAl)2(SiBe)10O28(F,Cl)
61. A Hydroastrofylit – (H3O,K,Ca)3(Fe2+Mn)5-6Ti2Si8(O,OH)31
62. A Hydrobasaluminit – Al4(SO4)(OH)10.12-36H2O
63. A Hydrobiotit – K(MgFe)9(SiAl)8O20(OH)4.H2O
64. A Hydroboracit – CaMgB6O8(OH)6.3H2O
65. A Hydrocalumit – Ca2Al(OH)6[Cl1-x(OH)x].2H2O
66. G Hydrocerusit – Pb3(CO3)2(OH)2
67. A Hydrodelhayelit – KCa2AlSi7O17.6H2O
68. A Hydrodresserit – BaAl2(CO3)2(OH)4.3H2O
69. A Hydroglauberit – Na4Ca(SO4)3.2H2O
70. G Hydrohalit – NaCl.2H2O
71. A Hydroheterolit – Zn2Mn3+4O8.H2O
72. A Hydrohonessit – Ni6Fe3+2(SO4)(OH)16.7H2O
73. A Hydrochlorborit – Ca2B4O4(OH)7Cl.7H2O
74. A Hydromagnezit – Mg5(CO3)4(OH)2.4H2O
75. A Hydrombobomkulit – (NiCu)Al4(NO3)2(SO4)(OH)12.13-14H2O
76. A Hydromolysit – FeCl3.6H2O
77. A Hydroniumjarosit – (H3O)Fe3+3(SO4)2(OH)6
78. A Hydroscarbroit -Al14(CO3)3(OH)36.nH2O
79. A Hydrotalkit – Mg6Al2(CO3(OH)16.4H2O
80. A Hydrotungstit – H2WO4.H2O
81. A Hydroxyapofylit – KCa4Si8O20(OH).8H2O
82. A Hydroxylapatit – Ca5(PO4)3(OH)
83. A Hydroxylbastnäsit-(Ce) – (CeLa)CO3(OH,F)
84. A Hydroxylbastnäsit-(Nd) – (NdLa)CO3(OH,F)
85. A Hydroxylborit – Mg3(BO3)(OH)3
86. A Hydroxylellestadit – Ca10(SiO4)3(SO4)3(OH,Cl,F)2
87. A Hydrozinkit – Zn5(CO3)2(OH)6
88. A Hypercinabarit – HgS

## Ch
1. A Chabazit – Ca2(Al4Si8O24).13H2O
2. A Chabourneit – (TlPb)5(SbAs)21S34
3. A Chaidamuit – ZnFe3+(SO4)2(OH).4H2O
4. A Chalcedon – SiO2
5. A Chalkantit – CuSO4.5H2O
6. A Chalkoalumit – CuAl4(SO4)(OH)12.3H2O
7. A Chalkofanit – (ZnFeMn2+)Mn4+3O7.3H2O
8. A Chalkofylit – Cu18Al2(AsO4)3(SO4)3(OH)27.33H2O
9. G Chalkokyanit – CuSO4
10. G Chalkomenit – CuSeO3.2H2O
11. G Chalkonatronit – Na2Cu(CO3)2.3H2O
12. G Chalkopyrit – CuFeS2
13. A Chalkosiderit – CuFe3+6(PO4)4(OH)8.4H2O
14. A Chalkostibit – CuSbS2
15. A Chalkothallit – Tl2Cu6,35SbS4
16. A Chalkozín – CuSS
17. A Chalypit – Fe2C
18. A Chambersit – Mn3B7O13Cl
19. A Chaméanit – (CuFe)4As(SeS)4
20. A Chamosit – (Fe2+Fe3+MgAl)6(SiAl)4O10(O,OH)8
21. A Chamrabajevit – (TiVFe)C
22. A Changbaiit – PbNb2O6
23. A Channešit – (NaCa)3(BaSrTRCa)3(CO3)5
24. A Chantalit – CaAl2SiO4
25. A Chaoit – C
26. A Chapmanit – Ffe3+2Sb3+(SiO4)2(OH)
27. A Charaelachit – (PtCuPbFeNi)9S8
28. A Charlesit – Ca6(AlSi)2(SO4)2[B(OH)4](OH,O)12.26H2O
29. A Chatyrkit – (CuZn)Al2
30. A Chenevixit – Cu2Fe3+2(AsO4)2(OH)4.H2O
31. A Chenit – Pb4Cu(SO4)2(OH)6
32. A Chervetit – Pb2V2O7
33. A Chessexit – (NaK)4Ca2(MgZn)3Al8(SiO4)2(SO4)10(OH)10.40H2O
34. A Chesterit – (MgFe2+)17Si20O54(OH)6
35. A Chestermanit – Mg2 (FeMgAlSb5+)(BO3)O2
36. A Chiavennit – CaMnBe2Si5O13(OH)2.2H2O
37. A Chibinskit – K2ZrSi2O7
38. A Childrenit – Fe2+Al(PO4)(OH)2.H2O
39. A Chiolit – Na5Al3F14
40. G Chloraluminit – AlCl3.6H2O
41. A Chlorapatit – Ca5(PO4)3Cl
42. A Chlorargyrit – AgCl
43. A Chloritoid – (Fe2+MgMn)2Al4Si2O10(OH)4
44. A Chlormagaluminit – (MgFe)4Al2(OH)12(Cl,1/2CO3)2.2H2O
45. G Chlormagnezit – MgCl2
46. G Chlormanganokalit – K4MnCl6
47. A Chlorofenicit – (MnMg)3Zn2(AsO4)(OH)7
48. G Chlorothionit – K2Cu(SO4)Cl2
49. G Chloroxifit – Pb3CuCl2(OH)2O2
50. A Choloalit – CuPb(TeO3)2.H2O
51. G Chondrodit – Mg5(SiO4)2(F,OH)2
52. A Christit – TlHgAsS3
53. A Chrom – Cr
54. A Chromatit – CaCrO4
55. A Chromdravit – NaMg3(CrFe3+)6(BO3)3Si6O18(OH)4
56. A Chromferid – Fe1,5Cr0,5-x
57. G Chromit – FeCr2O4
58. A Chryzoberyl – BeAl2O4
59. A Chryzokol – (CuAl)2H2Si2O5(OH)4.nH2O
60. A Chryzotil – Mg3Si2O5(OH)4
61. A Chudobait – (MgZn)5H5(AsO4)4.10H2O
62. A Churchit-(Nd) – (NdY)PO4.2H2O
63. A Churchit-(Y) – YPO4.2H2O
64. A Chvaleticeit – (MnMg)SO4.6H2O

## I
1. A Ianthinit – UO2.5UO3.10H2O
2. A Idait – Cu3FeS4
3. A Idrialin – C22H14
4. A Ilmoriit-(Y) – Y2(SiO4)(CO3)
5. A Ikait – CaCO3.6H2O
6. A Ikunolit – Bi4(S,Se)3
7. G Ilesit – MnSO4.4H2O
8. A Ilimaussit-(Ce) – Ba2Na4CeFe3+Nb2Si8O28.5H2O
9. A Illit – (KH3O)Al2(SiAl)4O10(OH)2
10. A Ilmajokit – (NaCeBa)2TiSi3O5(OH)10.nH2O
11. G Ilmenit – FeTiO3
12. A Ilsemannit – Mo3O8.nH2O
13. A Ilvait – CaFe2+2Fe3+(Si2O7)(O,OH)
14. A Imandrit – Na6Ca1,5Fe3+(Si6O18)
15. A Impreit – NiTe
16. A Imhofit – TlCuAs16S40
17. A Imiterit – Ag2HgS2
18. A Imogolit – Al2SiO3(OH)4
19. A Inagliit – Cu3Pb(IrPt)8S16
20. A Incait – FePb3,3Ag0,3Sn3,6Sb2S15
21. G Inderborit – CaMg[(B3O3)(OH)5].6H2O
22. G Inderit – MgB3O3(OH)5.5H2O
23. G Indialit – Mg2Al4Si5O18
24. G Indigirit – Mg2Al2(CO3)4(OH)2.15H2O
25. A Indit – FeIn2S4
26. A Indium – In
27. A Inezit – Ca2Mn7Si10O28(OH)2.5H2O
28. A Ingersonit – Ca3MnSb4O14
29. A Ingodit – Bi(TeS)
30. A Innelit – Na3(BaK)4(CaMgFe)Ti3Si4O18
31. A Insizwait – PtBi2
32. G Inyoit – Ca[B3O3(OH)5]
33. A Iowait – Mg4Fe3+(OH)8OCl.2-4H2O
34. A Iquiqueit – Na4K3Mg(CrO4)B24O39(OH).12H2O
35. A Iranit – Pb10Cu(CrO4)6(SiO4)2(F,OH)2
36. A Iraqit-(La) – (LaCeTh)Ca2KSi8O20
37. A Irarsit – (IrRuThPt)AsS
38. A Irhtemit – Ca4MgH2(AsO4)4.4H2O
39. A Iridarsenit – (IrRu)As2
40. G Iridium – Ir
41. A Iridosmin – (OsIr)
42. A Iriginit – (UO2)Mo2O7.3H2O
43. A Irtyšit – Na2(TaNb)4O11
44. A Isokit – CaMg(PO4)F
45. A Itoit – Pb3GeO2(SO4)2(OH)2
46. A Iwakiit – Mg2+(Fe3+Mn3+)2O4
47. A Ixiolit – (TaNbSnFeMn)4O8
48. A Izocubanit – CuFe2S3
49. A Izoferoplatina – Pt3(FeCu)
50. A Izoklakeit – (CuFe)2Pb26,5(SbBi)19,5S57
51. A Izoklasit – Ca2(PO4)(OH).2H2O
52. A Izomertieit – (PbCu)5(AsSb)2

## J
1. A Jacquesdietrichit – Cu2{BO(OH)2}OH3
2. A Jadeit – (NaCa)(AlMgFe2+)(Si2O6)
3. A Jafsoanit – (ZnCaPb)3(Te6+O6)
4. A Jagoit – Pb8Fe3+2(Si3O9)3(Cl,O)3
5. A Jagowerit – BaAl2(PO4)2(OH)2
6. A Jahnsit – CaMnMg2Fe3+2(PO4)4(OH)2.8H2O
7. A Jachontovit – (CaNaK)0,1-0,3(CuFe+Mg)2,2-2,4(Si4O10)(OH)2.3H2O
8. G Jakobsit – (Mn2+,Fe2+,Mg)(Fe3+,Mn3+)2O4
9. A Jalpait – Ag3CuS2
10. A Jamborit – (Ni2+Ni3+Fe)(OH)2(OH,S,H2O)
11. A Jamesit – Pb2Zn2Fe3+5O4(AsOdolní index)5
12. G Jamesonit – Pb4FeSb6S14
13. A Janhaugit – Na3Mn3Ti2Si4O15(OH,F,O)3
14. A Jantar
15. A Jarlit – Na4Sr4Al6MgF32(O,H2O)
16. A Jarosewichit – Mn3+Mn2+3(AsO4)(OH)6
17. A Jarosit – KFe3+3(SO4)2(OH)6
18. A Jaroslavit – Ca3Al2F10(OH)2.H2O
19. A Jaskólskiit – Pb2+xCux(SbBi)2-xS5
20. A Jasmundit – Ca11(SiO4)4O2S
21. A Jeanbandyit – Ffe3+1-xSn4+1-y(OH)6 (3x+y=1)
22. A Je'elimit – Ca4Al6O12(SO4)
23. A Jeffreyit – (CaNa)2(BeAl)Si2(O,OH)7
24. A Jennit – Ca9H2(Si6O18)(OH)8.6H2O
25. A Jeppeit – (KBa)2(TiFe)6O13
26. A Jeremejevit – Al6B5O15(F,OH)3
27. G Jeromit – As(S,Se)2
28. A Jerrygibbsit – Mn9(SiO4)4(OH)2
29. A Jervisit – NaSc(Si2O6)
30. A Jimthompsonit – (MgFe)10Si12O32(OH)4
31. A Jinshajiangit – (NaK)5(BaCa)4(Fe2+Mn)15(TiFe3+NbZr)8Si15O64(F,OH)6
32. A Jixianit – Pb(W,Fe3+)2(O,OH)7
33. A Joaquinit – Ba2NaCe2Fe2+(TiNb)2Si8O26(OH,F).H2O
34. D Jód – I
35. G Jodargyrit – β-AgI
36. A Joesmithit – (CaPb)Ca2(MgFe2+Fe3+)5(Si6Be2O22)(OH)2
37. G Johannit – Cu(UO2)2(SO4)2(OH)2.8H2O
38. A Johannsenit – Ca(MnFe2+Mg)(Si2O6)
39. A Johillerit – Na(MgZn)3Cu(AsO4)3
40. A Johnbaumit – Ca5(AsO4)3(OH)
41. A Johninnesit – Na2Mg4Mn12As5+2Si12O43(OH)6
42. A Johnsomervilleit – Na10Ca6Mg18(FeMn)25(PO4)36
43. A Johnwalkit – K2(MnFe3+Fe2+)4(NbTa)2(PO4)4O4(H2O,OH)4
44. A Joliotit – (UO2)CO3.nH2O
45. A Jonesit – Ba4(KNa)2Ti4Al2Si10O36.6H2O
46. A Jordanit – Pb5As2S8
47. A Jordisit – MoS2
48. A Joséit-A – Bi4TeS2
49. A Joséit-B – Bi4Te2S
50. A Joséit-C – Bi16(TeS3)3
51. A Jošimurait – (BaSr)2(MnFe)2Ti(Si2O4)2(PO4,SO4)(OH,Cl)
52. A Jouravskit – Ca3Mn4+(SO4,CO3)2(OH)6.12H2O
53. A Juanit – Ca10Mg4Al2Si11O39.4H2O
54. A Jugawaralit – Ca(Al2Si6O16).4H2O
55. A Juksporit – KNaCa2(Si3,5Ti0,5)O11F.nH2O
56. A Julgoldit-(Fe) – Ca2Fe2+Fe3+2(SiO4)(Si2O7)(OH)2.H2O
57. A Julienit – Na2Co(CNS)4.8H2O
58. G Jungit – Ca2Zn4Fe3+8(PO4)9(OH)9.16H2O
59. A Junitoit – CaZn2(Si2O7).H2O
60. A Junoit – Pb3Cu2Bi8(S,Se)16
61. A Jurbanit – Al(SO4)(OH).5H2O
62. A Juškinit – V1-xS.n[(MgAl)(OH)2]